# Nagy-Britannia a 2014. évi téli olimpiai játékokon
Nagy-Britannia az oroszországi Szocsiban megrendezett 2014. évi téli olimpiai játékok egyik részt vevő nemzete volt. Az országot az olimpián 10 sportágban 56 sportoló képviselte, akik összesen 4 érmet szereztek.

## Érmesek
| Érem  | Versenyző                                                                 | Sportág   | Versenyszám    |
| ----- | ------------------------------------------------------------------------- | --------- | -------------- |
| Arany | Elizabeth Yarnold                                                         | Szkeleton | Női            |
| Ezüst | Scott Andrews Tom Brewster Greg Drummond Michael Goodfellow David Murdoch | Curling   | Férfi          |
| Bronz | John James Jackson Bruce Tasker Stuart Benson Joel Fearon                 | Bob       | Férfi négyes   |
| Bronz | Vicki Adams Lauren Gray Claire Hamilton Eve Muirhead Anna Sloan           | Curling   | Női            |
| Bronz | Jenny Jones                                                               | Snowboard | Női slopestyle |

## Alpesisí
Férfi
| Versenyző    | Versenyszám | 1. futam | 1. futam | 2. futam | 2. futam | Összesítés | Összesítés |
| Versenyző    | Versenyszám | Idő      | Hely.    | Idő      | Hely.    | Idő        | Helyezés   |
| ------------ | ----------- | -------- | -------- | -------- | -------- | ---------- | ---------- |
| David Ryding | Műlesiklás  | 49,40    | 27.      | 56,51    | 17.      | 1:45,91    | 17.        |

Női
| Versenyző     | Versenyszám            | Eredmény | Helyezés |
| ------------- | ---------------------- | -------- | -------- |
| Chemmy Alcott | Lesiklás               | 1:43,43  | 19.      |
| Chemmy Alcott | Szuperóriás-műlesiklás | 1:29,14  | 23.      |

| Versenyző     | Versenyszám | Lesiklás | Lesiklás | Műlesiklás | Műlesiklás | Összesítés | Összesítés |
| Versenyző     | Versenyszám | Idő      | Hely.    | Idő        | Hely.      | Idő        | Helyezés   |
| ------------- | ----------- | -------- | -------- | ---------- | ---------- | ---------- | ---------- |
| Chemmy Alcott | Összetett   | 1:44,83  | 16.      | nem indult | nem indult | kiesett    | kiesett    |

## Biatlon
Férfi
| Versenyző         | Versenyszám            | Időeredmény | Lövőhiba    | Helyezés |
| ----------------- | ---------------------- | ----------- | ----------- | -------- |
| Lee-Steve Jackson | 10 km sprint           | 27:07,5     | 1 (0+1)     | 67.      |
| Lee-Steve Jackson | 20 km egyéni indításos | 54:11,3     | 1 (0+0+0+1) | 42.      |

Női
| Versenyző        | Versenyszám            | Időeredmény | Lövőhiba    | Helyezés |
| ---------------- | ---------------------- | ----------- | ----------- | -------- |
| Amanda Lightfoot | 7,5 km sprint          | 24:48,9     | 3 (2+1)     | 75.      |
| Amanda Lightfoot | 15 km egyéni indításos | 54:38,1     | 5 (1+2+1+1) | 71.      |

## Bob
Férfi
| Versenyző                                                  | Versenyszám | 1. futam | 1. futam | 2. futam | 2. futam | 3. futam | 3. futam | 4. futam | 4. futam | Összesítés | Összesítés |
| Versenyző                                                  | Versenyszám | Idő      | Hely.    | Idő      | Hely.    | Idő      | Hely.    | Idő      | Hely.    | Idő        | Helyezés   |
| ---------------------------------------------------------- | ----------- | -------- | -------- | -------- | -------- | -------- | -------- | -------- | -------- | ---------- | ---------- |
| Lamin Deen* John Baines                                    | Kettes      | 57,54    | =21.     | 57,81    | 25.      | 57,38    | =18.     | kiesett  | kiesett  | 2:52,73    | 21.        |
| Stuart Benson Joel Fearon John James Jackson* Bruce Tasker | Négyes      | 55,26    | 10.      | 55,27    | 2.       | 55,31    | 5.       | 55,26    | 2.       | 3:41,10    |            |
| Lamin Deen* John Baines Ben Simons Andrew Matthews         | Négyes      | 55,91    | 19.      | 55,60    | 16.      | 56,06    | 19.      | 55,95    | 20.      | 3:43,52    | 17.        |

Női
| Versenyző                    | Versenyszám | 1. futam | 1. futam | 2. futam | 2. futam | 3. futam | 3. futam | 4. futam | 4. futam | Összesítés | Összesítés |
| Versenyző                    | Versenyszám | Idő      | Hely.    | Idő      | Hely.    | Idő      | Hely.    | Idő      | Hely.    | Idő        | Helyezés   |
| ---------------------------- | ----------- | -------- | -------- | -------- | -------- | -------- | -------- | -------- | -------- | ---------- | ---------- |
| Paula Walker Rebekah Wilson* | Kettes      | 58,36    | 12.      | 58,40    | 10.      | 58,88    | 14.      | 58,60    | 10.      | 3:54,24    | 12.        |

* – a bob vezetője

## Curling

### Férfi
- David Murdoch
- Tom Brewster
- Scott Andrews
- Michael Goodfellow
- Greg Drummond

Csoportkör
| Nemzet           | Skip           | Gy | V | P+ | P- | Gy end | V end | Üres endek | Saját rabolt endek | Lökés % |
| ---------------- | -------------- | -- | - | -- | -- | ------ | ----- | ---------- | ------------------ | ------- |
| Svédország       | Niklas Edin    | 8  | 1 | 60 | 44 | 38     | 30    | 18         | 8                  | 86%     |
| Kanada           | Brad Jacobs    | 7  | 2 | 69 | 53 | 39     | 36    | 14         | 7                  | 84%     |
| Kína             | Liu Rui        | 7  | 2 | 67 | 50 | 41     | 37    | 10         | 5                  | 85%     |
| Nagy-Britannia   | David Murdoch  | 5  | 4 | 51 | 49 | 37     | 35    | 15         | 7                  | 83%     |
| Norvégia         | Thomas Ulsrud  | 5  | 4 | 52 | 56 | 36     | 34    | 18         | 5                  | 86%     |
| Dánia            | Rasmus Stjerne | 4  | 5 | 54 | 61 | 32     | 37    | 16         | 4                  | 81%     |
| Oroszország      | Andrej Drozdov | 3  | 6 | 58 | 70 | 36     | 38    | 13         | 6                  | 77%     |
| Svájc            | Sven Michel    | 3  | 6 | 47 | 46 | 31     | 34    | 22         | 7                  | 82%     |
| Egyesült Államok | John Shuster   | 2  | 7 | 47 | 58 | 30     | 39    | 14         | 7                  | 79%     |
| Németország      | John Jahr      | 1  | 8 | 53 | 74 | 38     | 39    | 10         | 8                  | 75%     |

- Nagy-Britannia és Norvégia azonos győzelem-vereség aránnyal állt 9 mérkőzés után, emiatt a továbbjutásról közöttük egy újabb mérkőzés döntött, amelyet Nagy-Britannia nyert meg.

- február 10., 9:00 (6:00)

| Sheet A                  | 1 | 2 | 3 | 4 | 5 | 6 | 7 | 8 | 9 | 10 | VE |
| Oroszország (Drozdov)    | 0 | 0 | 0 | 0 | 1 | 0 | 1 | 0 | 2 | X  | 4  |
| Nagy-Britannia (Murdoch) | 0 | 2 | 0 | 0 | 0 | 4 | 0 | 1 | 0 | X  | 7  |

- február 10., 19:00 (16:00)

| Sheet D                  | 1 | 2 | 3 | 4 | 5 | 6 | 7 | 8 | 9 | 10 | VE |
| Svédország (Edin)        | 0 | 2 | 0 | 0 | 2 | 0 | 0 | 4 | 0 | X  | 8  |
| Nagy-Britannia (Murdoch) | 1 | 0 | 0 | 1 | 0 | 0 | 1 | 0 | 1 | X  | 4  |

- február 11., 14:00 (11:00)

| Sheet C                  | 1 | 2 | 3 | 4 | 5 | 6 | 7 | 8 | 9 | 10 | VE |
| Nagy-Britannia (Murdoch) | 1 | 0 | 0 | 0 | 2 | 0 | 2 | 0 | 1 | 1  | 7  |
| Németország (Jahr)       | 0 | 1 | 1 | 1 | 0 | 2 | 0 | 1 | 0 | 0  | 6  |

- február 12., 19:00 (16:00)

| Sheet B                  | 1 | 2 | 3 | 4 | 5 | 6 | 7 | 8 | 9 | 10 | VE |
| Svájc (Michel)           | 0 | 0 | 0 | 0 | 1 | 0 | 0 | 1 | 0 | 0  | 2  |
| Nagy-Britannia (Murdoch) | 0 | 0 | 1 | 1 | 0 | 1 | 0 | 0 | 0 | 1  | 4  |

- február 13., 14:00 (11:00)

| Sheet D                    | 1 | 2 | 3 | 4 | 5 | 6 | 7 | 8 | 9 | 10 | VE |
| Nagy-Britannia (Murdoch)   | 1 | 0 | 2 | 0 | 1 | 0 | 0 | 1 | 0 | X  | 5  |
| Egyesült Államok (Shuster) | 0 | 0 | 0 | 1 | 0 | 0 | 1 | 0 | 1 | X  | 3  |

- február 14., 19:00 (16:00)

| Sheet A                  | 1 | 2 | 3 | 4 | 5 | 6 | 7 | 8 | 9 | 10 | VE |
| Nagy-Britannia (Murdoch) | 0 | 0 | 0 | 1 | 0 | 3 | 0 | 2 | 1 | 1  | 8  |
| Dánia (Stjerne)          | 0 | 2 | 1 | 0 | 2 | 0 | 1 | 0 | 0 | 0  | 6  |

- február 15., 14:00 (11:00)

| Sheet C                  | 1 | 2 | 3 | 4 | 5 | 6 | 7 | 8 | 9 | 10 | VE |
| Kanada (Jacobs)          | 1 | 0 | 0 | 3 | 0 | 0 | 1 | 0 | 1 | 1  | 7  |
| Nagy-Britannia (Murdoch) | 0 | 1 | 1 | 0 | 2 | 0 | 0 | 1 | 0 | 0  | 5  |

- február 16., 9:00 (6:00)

| Sheet B                  | 1 | 2 | 3 | 4 | 5 | 6 | 7 | 8 | 9 | 10 | VE |
| Nagy-Britannia (Murdoch) | 0 | 2 | 0 | 1 | 0 | 0 | 1 | 0 | 2 | 0  | 6  |
| Norvégia (Ulsrud)        | 0 | 0 | 2 | 0 | 2 | 1 | 0 | 1 | 0 | 1  | 7  |

- február 17., 14:00 (11:00)

| Sheet A                  | 1 | 2 | 3 | 4 | 5 | 6 | 7 | 8 | 9 | 10 | VE |
| Kína (Liu)               | 1 | 0 | 0 | 2 | 0 | 0 | 1 | 1 | 0 | 1  | 6  |
| Nagy-Britannia (Murdoch) | 0 | 1 | 1 | 0 | 0 | 1 | 0 | 0 | 2 | 0  | 5  |

Rájátszás
- február 18., 9:00 (6:00)

| Csapat                   | 1 | 2 | 3 | 4 | 5 | 6 | 7 | 8 | 9 | 10 | VE |
| Norvégia (Ulsrud)        | 1 | 0 | 1 | 0 | 2 | 0 | 0 | 0 | 1 | 0  | 5  |
| Nagy-Britannia (Murdoch) | 0 | 1 | 0 | 1 | 0 | 0 | 0 | 2 | 0 | 2  | 6  |

Elődöntő
- február 19., 19:00 (16:00)

| Csapat                   | 1 | 2 | 3 | 4 | 5 | 6 | 7 | 8 | 9 | 10 | VE |
| Svédország (Edin)        | 0 | 0 | 2 | 0 | 0 | 0 | 1 | 0 | 2 | 0  | 5  |
| Nagy-Britannia (Murdoch) | 0 | 1 | 0 | 0 | 1 | 1 | 0 | 1 | 0 | 2  | 6  |

Döntő
- február 21., 17:30 (14:30)

| Csapat                   | 1 | 2 | 3 | 4 | 5 | 6 | 7 | 8 | 9 | 10 | VE |
| Nagy-Britannia (Murdoch) | 0 | 1 | 0 | 0 | 1 | 0 | 1 | 0 | X | X  | 3  |
| Kanada (Jacobs)          | 2 | 0 | 3 | 1 | 0 | 2 | 0 | 1 | X | X  | 9  |

| Csapat         | Helyezés |
| -------------- | -------- |
| Nagy-Britannia |          |

### Női
- Eve Muirhead
- Anna Sloan
- Vicki Adams
- Claire Hamilton
- Lauren Gray

Csoportkör
| Nemzet           | Skip                   | Gy | V | P+ | P- | Gy end | V end | Üres endek | Saját rabolt endek | Lökés % |
| ---------------- | ---------------------- | -- | - | -- | -- | ------ | ----- | ---------- | ------------------ | ------- |
| Kanada           | Jennifer Jones         | 9  | 0 | 72 | 40 | 43     | 27    | 12         | 14                 | 86%     |
| Svédország       | Margaretha Sigfridsson | 7  | 2 | 58 | 52 | 37     | 35    | 13         | 7                  | 80%     |
| Svájc            | Mirjam Ott             | 5  | 4 | 63 | 60 | 37     | 38    | 13         | 7                  | 78%     |
| Nagy-Britannia   | Eve Muirhead           | 5  | 4 | 74 | 58 | 39     | 35    | 9          | 11                 | 80%     |
| Japán            | Ogaszavara Ajumi       | 4  | 5 | 59 | 67 | 39     | 41    | 4          | 10                 | 76%     |
| Dánia            | Lene Nielsen           | 4  | 5 | 57 | 56 | 34     | 40    | 12         | 9                  | 78%     |
| Kína             | Vang Ping-jü           | 4  | 5 | 58 | 62 | 36     | 38    | 10         | 4                  | 81%     |
| Dél-Korea        | Kim Ji-sun             | 3  | 6 | 60 | 65 | 35     | 37    | 10         | 6                  | 79%     |
| Oroszország      | Anna Szidorova         | 3  | 6 | 48 | 56 | 33     | 35    | 19         | 6                  | 82%     |
| Egyesült Államok | Erika Brown            | 1  | 8 | 42 | 75 | 33     | 40    | 8          | 5                  | 76%     |

- február 10., 14:00 (11:00)

| Sheet C                   | 1 | 2 | 3 | 4 | 5 | 6 | 7 | 8 | 9 | 10 | VE |
| Svédország (Sigfridsson)  | 0 | 1 | 2 | 0 | 0 | 0 | 2 | 0 | 1 | X  | 6  |
| Nagy-Britannia (Muirhead) | 0 | 0 | 0 | 1 | 1 | 1 | 0 | 1 | 0 | X  | 4  |

- február 11., 19:00 (16:00)

| Sheet A                   | 1 | 2 | 3 | 4 | 5 | 6 | 7 | 8 | 9 | 10 | VE |
| Nagy-Britannia (Muirhead) | 1 | 1 | 0 | 7 | 0 | 3 | X | X | X | X  | 12 |
| Egyesült Államok (Brown)  | 0 | 0 | 1 | 0 | 2 | 0 | X | X | X | X  | 3  |

- február 12., 14:00 (11:00)

| Sheet D                   | 1 | 2 | 3 | 4 | 5 | 6 | 7 | 8 | 9 | 10 | VE |
| Kanada (Jones)            | 1 | 0 | 2 | 0 | 3 | 0 | 1 | 0 | 1 | 1  | 9  |
| Nagy-Britannia (Muirhead) | 0 | 1 | 0 | 2 | 0 | 2 | 0 | 1 | 0 | 0  | 6  |

- február 13., 9:00 (6:00)

| Sheet C                   | 1 | 2 | 3 | 4 | 5 | 6 | 7 | 8 | 9 | 10 | VE |
| Kína (Wang)               | 2 | 0 | 1 | 0 | 1 | 0 | 1 | 0 | 2 | 0  | 7  |
| Nagy-Britannia (Muirhead) | 0 | 2 | 0 | 2 | 0 | 2 | 0 | 1 | 0 | 1  | 8  |

- február 14., 14:00 (11:00)

| Sheet B                   | 1 | 2 | 3 | 4 | 5 | 6 | 7 | 8 | 9 | 10 | VE |
| Nagy-Britannia (Muirhead) | 2 | 0 | 2 | 1 | 0 | 2 | 5 | X | X | X  | 12 |
| Japán (Ogaszavara)        | 0 | 2 | 0 | 0 | 1 | 0 | 0 | X | X | X  | 3  |

- február 15., 9:00 (6:00)

| Sheet D                   | 1 | 2 | 3 | 4 | 5 | 6 | 7 | 8 | 9 | 10 | VE |
| Nagy-Britannia (Muirhead) | 0 | 3 | 0 | 1 | 1 | 0 | 2 | 0 | 0 | 3  | 10 |
| Dél-Korea (Kim)           | 2 | 0 | 0 | 0 | 0 | 2 | 0 | 2 | 2 | 0  | 8  |

- február 15., 19:00 (16:00)

| Sheet C                   | 1 | 2 | 3 | 4 | 5 | 6 | 7 | 8 | 9 | 10 | VE |
| Nagy-Britannia (Muirhead) | 1 | 0 | 0 | 0 | 1 | 0 | 2 | 0 | 2 | 0  | 6  |
| Svájc (Ott)               | 0 | 2 | 1 | 0 | 0 | 3 | 0 | 1 | 0 | 1  | 8  |

- február 17., 9:00 (6:00)

| Sheet A                   | 1 | 2 | 3 | 4 | 5 | 6 | 7 | 8 | 9 | 10 | VE |
| Oroszország (Szidorova)   | 0 | 0 | 2 | 0 | 0 | 1 | 0 | 0 | 3 | 0  | 6  |
| Nagy-Britannia (Muirhead) | 0 | 1 | 0 | 2 | 0 | 0 | 0 | 4 | 0 | 2  | 9  |

- február 17., 19:00 (16:00)

| Sheet B                   | 1 | 2 | 3 | 4 | 5 | 6 | 7 | 8 | 9 | 10 | 11 | VE |
| Dánia (Nielsen)           | 2 | 0 | 0 | 0 | 0 | 2 | 0 | 0 | 0 | 3  | 1  | 8  |
| Nagy-Britannia (Muirhead) | 0 | 0 | 1 | 2 | 0 | 0 | 3 | 1 | 0 | 0  | 0  | 7  |

Elődöntők
- február 19., 14:00 (11:00)

| Csapat                    | 1 | 2 | 3 | 4 | 5 | 6 | 7 | 8 | 9 | 10 | VE |
| Kanada (Jones)            | 2 | 1 | 0 | 1 | 0 | 1 | 0 | 0 | 0 | 1  | 6  |
| Nagy-Britannia (Muirhead) | 0 | 0 | 2 | 0 | 1 | 0 | 0 | 0 | 1 | 0  | 4  |

Bronzmérkőzés
- február 20., 12:30 (09:30)

| Csapat                    | 1 | 2 | 3 | 4 | 5 | 6 | 7 | 8 | 9 | 10 | VE |
| Nagy-Britannia (Muirhead) | 0 | 0 | 1 | 0 | 2 | 0 | 0 | 2 | 0 | 1  | 6  |
| Svájc (Ott)               | 0 | 2 | 0 | 1 | 0 | 1 | 0 | 0 | 1 | 0  | 5  |

| Csapat         | Helyezés |
| -------------- | -------- |
| Nagy-Britannia | 4.       |

## Műkorcsolya
| Versenyző                | Versenyszám | Rövid program | Rövid program | Kűr     | Kűr     | Összesítés | Összesítés |
| Versenyző                | Versenyszám | Pont          | Hely.         | Pont    | Hely.   | Pont       | Helyezés   |
| ------------------------ | ----------- | ------------- | ------------- | ------- | ------- | ---------- | ---------- |
| Jenna McCorkell          | Női egyéni  | 48,34         | 25.           | kiesett | kiesett | kiesett    | kiesett    |
| Stacey Kemp / David King | Páros       | 44,98         | 19.           | kiesett | kiesett | kiesett    | kiesett    |

| Versenyző                        | Versenyszám | Eredeti (original) tánc | Eredeti (original) tánc | Kűr   | Kűr   | Összesítés | Összesítés |
| Versenyző                        | Versenyszám | Pont                    | Hely.                   | Pont  | Hely. | Pont       | Helyezés   |
| -------------------------------- | ----------- | ----------------------- | ----------------------- | ----- | ----- | ---------- | ---------- |
| Penny Coomes / Nicholas Buckland | Jégtánc     | 59,33                   | 11.                     | 91,78 | 9.    | 151,11     | 10.        |

| Versenyző                                                                                          | Versenyszám   | Rövid program | Rövid program | Rövid program | Rövid program | Rövid program | Rövid program | Kűr         | Kűr         | Kűr         | Kűr         | Összesen | Összesen |
| Versenyző                                                                                          | Versenyszám   | Férfi         | Páros         | Jégtánc       | Női           | Összesen      | Összesen      | Páros       | Férfi       | Jégtánc     | Női         | Összesen | Összesen |
| Versenyző                                                                                          | Versenyszám   | Pont Csapat   | Pont Csapat   | Pont Csapat   | Pont Csapat   | Pont          | Hely.         | Pont Csapat | Pont Csapat | Pont Csapat | Pont Csapat | Pont     | Hely.    |
| -------------------------------------------------------------------------------------------------- | ------------- | ------------- | ------------- | ------------- | ------------- | ------------- | ------------- | ----------- | ----------- | ----------- | ----------- | -------- | -------- |
| Matthew Parr (F) Jenna McCorkell (N) David King / Stacey Kemp (P) Nick Buckland / Penny Coomes (J) | Csapatverseny | 57,40 2       | 44,70 1       | 52,93 4       | 50,09 1       | 8             | 10.           | kiesett     | kiesett     | kiesett     | kiesett     | kiesett  | kiesett  |

## Rövidpályás gyorskorcsolya
Férfi
| Versenyző          | Versenyszám | Előfutam | Előfutam | Negyeddöntő | Negyeddöntő | Elődöntő | Elődöntő | B döntő | B döntő | Döntő         | Döntő         | Helyezés |
| Versenyző          | Versenyszám | Idő      | Hely.    | Idő         | Hely.       | Idő      | Hely.    | Idő     | Hely.   | Idő           | Hely.         | Helyezés |
| ------------------ | ----------- | -------- | -------- | ----------- | ----------- | -------- | -------- | ------- | ------- | ------------- | ------------- | -------- |
| Jon Eley           | 500 m       | 41,554   | 2.       | 41,337      | 2.          | 41,441   | 4.       | 41,870  | 3.      |               |               | 7.       |
| Jon Eley           | 1000 m      | 1:25,748 | 4.       | kiesett     | kiesett     | kiesett  | kiesett  | kiesett | kiesett | kiesett       | kiesett       | 25.      |
| Richard Shoebridge | 1000 m      | 1:27,806 | 4.       | kiesett     | kiesett     | kiesett  | kiesett  | kiesett | kiesett | kiesett       | kiesett       | 27.      |
| Jack Whelbourne    | 500 m       | 42,513   | 4.       | kiesett     | kiesett     | kiesett  | kiesett  | kiesett | kiesett | kiesett       | kiesett       | 27.      |
| Jack Whelbourne    | 1000 m      | 1:26,086 | 3.       | kiesett     | kiesett     | kiesett  | kiesett  | kiesett | kiesett | kiesett       | kiesett       | 21.      |
| Jack Whelbourne    | 1500 m      | 2:14,091 | 1.       |             |             | 2:14,635 | 2.       |         |         | nem ért célba | nem ért célba | 7.       |

Női
| Versenyző           | Versenyszám | Előfutam      | Előfutam      | Negyeddöntő | Negyeddöntő | Elődöntő | Elődöntő | B döntő | B döntő | Döntő    | Döntő    | Helyezés    |
| Versenyző           | Versenyszám | Idő           | Hely.         | Idő         | Hely.       | Idő      | Hely.    | Idő     | Hely.   | Idő      | Hely.    | Helyezés    |
| ------------------- | ----------- | ------------- | ------------- | ----------- | ----------- | -------- | -------- | ------- | ------- | -------- | -------- | ----------- |
| Elise Christie      | 500 m       | 44,775        | 1.            | 43,402      | 2.          | 43,837   | 1.       |         |         | büntetés | büntetés | 8.          |
| Elise Christie      | 1000 m      | 1:30,588      | 1.            | 1:30,606    | 1.          | büntetés | büntetés | kiesett | kiesett | kiesett  | kiesett  | 7.          |
| Elise Christie      | 1500 m      | nem ért célba | nem ért célba |             |             | kiesett  | kiesett  | kiesett | kiesett | kiesett  | kiesett  | helyezetlen |
| Charlotte Gilmartin | 500 m       | 44,440        | 2.            | 44,279      | 4.          | kiesett  | kiesett  | kiesett | kiesett | kiesett  | kiesett  | 16.         |
| Charlotte Gilmartin | 1500 m      | 2:27,935      | 5.            |             |             | kiesett  | kiesett  | kiesett | kiesett | kiesett  | kiesett  | 28.         |

## Síakrobatika
Akrobatika
| Versenyző         | Versenyszám      | Selejtező                  | Selejtező                  | Selejtező                  | Döntő                      | Döntő                      | Döntő                      |
| Versenyző         | Versenyszám      | 1. futam                   | 2. futam                   | Hely.                      | 1. futam                   | 2. futam                   | Helyezés                   |
| ----------------- | ---------------- | -------------------------- | -------------------------- | -------------------------- | -------------------------- | -------------------------- | -------------------------- |
| Murray Buchan     | Férfi félcső     | 58,40                      | 62,40                      | 17.                        | kiesett                    | kiesett                    | kiesett                    |
| James Machon      | Férfi félcső     | 37,40                      | 52,20                      | 23.                        | kiesett                    | kiesett                    | kiesett                    |
| Emma Lonsdale     | Női félcső       | 53,80                      | 53,20                      | 18.                        | kiesett                    | kiesett                    | kiesett                    |
| Rowan Cheshire    | Női félcső       | sérülés miatt visszalépett | sérülés miatt visszalépett | sérülés miatt visszalépett | sérülés miatt visszalépett | sérülés miatt visszalépett | sérülés miatt visszalépett |
| James Woods       | Férfi slopestyle | 87,20                      | 40,00                      | 3.                         | 86,60                      | 78,40                      | 5.                         |
| Katie Summerhayes | Női slopestyle   | 81,40                      | 84,00                      | 3.                         | 19,40                      | 70,60                      | 7.                         |

## Sífutás
Férfi
| Versenyző                    | Versenyszám  | Selejtező | Selejtező | Negyeddöntő | Negyeddöntő | Elődöntő      | Elődöntő      | Döntő     | Döntő       |
| Versenyző                    | Versenyszám  | Idő       | Hely.     | Idő         | Hely.       | Idő           | Hely.         | Idő       | Helyezés    |
| ---------------------------- | ------------ | --------- | --------- | ----------- | ----------- | ------------- | ------------- | --------- | ----------- |
| Andrew Young                 | 15 km        |           |           |             |             |               |               | 41:29,6   | 37.         |
| Andrew Young                 | Sprint       | 3:40,68   | 42.       | kiesett     | kiesett     | kiesett       | kiesett       | kiesett   | 42.         |
| Andrew Musgrave              | 15 km        |           |           |             |             |               |               | 42:25,7   | 44.         |
| Andrew Musgrave              | 50 km        |           |           |             |             |               |               | 1:57:08,9 | 53.         |
| Andrew Musgrave              | Sprint       | 3:37,75   | 27.       | 3:48,69     | 6.          | kiesett       | kiesett       | kiesett   | 29.         |
| Callum Smith                 | 15 km        |           |           |             |             |               |               | 44:14,7   | 67.         |
| Callum Smith                 | 30 km        |           |           |             |             |               |               | 1:17:37,1 | 62.         |
| Callum Smith                 | Sprint       | 3:50,13   | 62.       | kiesett     | kiesett     | kiesett       | kiesett       | kiesett   | 62.         |
| Andrew Young Andrew Musgrave | Csapatsprint |           |           |             |             | nem ért célba | nem ért célba | kiesett   | helyezetlen |

Női
| Versenyző         | Versenyszám | Selejtező | Selejtező | Negyeddöntő | Negyeddöntő | Elődöntő | Elődöntő | Döntő   | Döntő    |
| Versenyző         | Versenyszám | Idő       | Hely.     | Idő         | Hely.       | Idő      | Hely.    | Idő     | Helyezés |
| ----------------- | ----------- | --------- | --------- | ----------- | ----------- | -------- | -------- | ------- | -------- |
| Rosamund Musgrave | 10 km       |           |           |             |             |          |          | 36:18,5 | 66.      |
| Rosamund Musgrave | Sprint      | 2:43,31   | 42.       | kiesett     | kiesett     | kiesett  | kiesett  | kiesett | 42.      |

## Snowboard
Akrobatika
| Versenyző      | Versenyszám      | Selejtező | Selejtező | Selejtező | Elődöntő | Elődöntő | Elődöntő | Döntő    | Döntő    | Helyezés |
| Versenyző      | Versenyszám      | 1. futam  | 2. futam  | Hely.     | 1. futam | 2. futam | Hely.    | 1. futam | 2. futam | Helyezés |
| -------------- | ---------------- | --------- | --------- | --------- | -------- | -------- | -------- | -------- | -------- | -------- |
| Dom Harington  | Férfi halfpipe   | 12,75     | 37,25     | 20.       | kiesett  | kiesett  | kiesett  | kiesett  | kiesett  | kiesett  |
| Ben Kilner     | Férfi halfpipe   | 43,50     | 16,25     | 16.       | kiesett  | kiesett  | kiesett  | kiesett  | kiesett  | kiesett  |
| Billy Morgan   | Férfi slopestyle | 76,25     | 85,50     | 6.        | 90,75    | 35,50    | 1.       | 38,00    | 39,75    | 10.      |
| Jamie Nicholls | Férfi slopestyle | 62,25     | 86,75     | 4. D      |          |          |          | 85,50    | 46,50    | 6.       |
| Aimee Fuller   | Női slopestyle   | 44,50     | 39,00     | 10.       | 33,75    | 37,50    | 9.       | kiesett  | kiesett  | kiesett  |
| Jenny Jones    | Női slopestyle   | 74,25     | 21,75     | 5.        | 82,25    | 83,25    | 3.       | 73,00    | 87,25    |          |

Snowboard cross
| Versenyző    | Versenyszám | Selejtező | Selejtező | Negyeddöntő | Elődöntő | Döntő       | Helyezés |
| Versenyző    | Versenyszám | Idő       | Hely.     | Helyezés    | Helyezés | Helyezés    | Helyezés |
| ------------ | ----------- | --------- | --------- | ----------- | -------- | ----------- | -------- |
| Zoe Gillings | Női         | 1:24,72   | 14.       | 3.          | 4.       | Kisdöntő 3. | 9.       |

## Szkeleton
| Versenyző         | Versenyszám | 1. futam | 1. futam | 2. futam | 2. futam | 3. futam | 3. futam | 4. futam | 4. futam | Összesítés | Összesítés |
| Versenyző         | Versenyszám | Idő      | Hely.    | Idő      | Hely.    | Idő      | Hely.    | Idő      | Hely.    | Idő        | Helyezés   |
| ----------------- | ----------- | -------- | -------- | -------- | -------- | -------- | -------- | -------- | -------- | ---------- | ---------- |
| Kristan Bromley   | Férfi       | 57,24    | 10.      | 57,02    | =9.      | 57,17    | 12.      | 56,74    | =7.      | 3:48,17    | 8.         |
| Dominic Parsons   | Férfi       | 57,23    | 9.       | 57,17    | 15.      | 57,00    | 9.       | 56,96    | =10.     | 3:48,36    | 10.        |
| Elizabeth Yarnold | Női         | 58,43    | 1.       | 58,46    | 1.       | 57,91    | 1.       | 58,09    | 1.       | 3:52,89    |            |
| Shelley Rudman    | Női         | 59,46    | 12.      | 59,33    | 12.      | 58,82    | 17.      | 58,86    | 19.      | 3:56,47    | 16.        |